# واتارو تاناکا
واتارو تاناکا (ژاپنی: 田中 渉؛ زادهٔ ۲۳ سپتامبر ۲۰۰۰) یک بازیکن فوتبال اهل ژاپن است.
از باشگاه‌هایی که در آن بازی کرده‌است می‌توان به باشگاه فوتبال وگالتا سندای اشاره کرد.